# Władysław Makarski
Władysław Makarski (ur. 13 lutego 1941 w Jaworniku Polskim) – polski językoznawca, emerytowany profesor Katolickiego Uniwersytetu Lubelskiego.

## Życiorys
Władysław Makarski urodził się 13 lutego 1941 r. w Jaworniku Polskim. W 1958 r. ukończył liceum ogólnokształcące w Jarosławiu. W l. 1959-1964 studiował filologię polską na Katolickim Uniwersytecie Lubelskim. W 1964 r. uzyskał tytuł zawodowy magistra na podstawie rozprawy Gwara wsi Jawornik Polski, napisanej pod kierunkiem prof. Tadeusza Brajerskiego. Doktoryzował się na Uniwersytecie Jagiellońskim w 1986 r. na podstawie rozprawy Nazwy miejscowości dawnej ziemi sanockiej (promotor prof. Tadeusz Brajerski). W 1996 r. na podstawie rozprawy Pogranicze polsko-ruskie do połowy XIV wieku. Studium językowo-etniczne uzyskał stopień naukowy doktora habilitowanego w zakresie językoznawstwa polskiego. Profesor zwyczajny od 2001 r.
Przez cały okres pracy zawodowej związany z Katedrą Języka Polskiego w Instytucie Filologii Polskiej KUL – kolejno jako asystent (1964-1966), starszy asystent (1966-1972), adiunkt (1977-1986, 1996-2000), starszy wykładowca (1986-1996), prof. nadzwyczajny (od 2000). Od 1998 r. kierownik katedry. Ponadto pracował jako nauczyciel języka polskiego i koordynator do spraw naukowo-dydaktycznych w Studium Języka Polskiego i Kultury Polskiej dla Cudzoziemców KUL (1976-1978, 1987-2000), wykładowca języka polskiego w Zespole Kolegiów Nauczycielskich (sekcja Filologii Polskiej) w Zamościu, wykładowca języka polskiego i kierownik Zakładu Języka Polskiego w Wyższej Szkole Zawodowej w Zamościu. Redaktor naczelny zeszytu 6. (Językoznawstawo) "Roczników Humanistycznych".
Prof. Makarski jest członkiem Stowarzyszenia „Bristol" Krajowych i Zagranicznych Nauczycieli Kultury Polskiej i Języka Polskiego jako Obcego, Towarzystwa Naukowego KUL, Lubelskiego Towarzystwa Naukowego, Komisji Polsko-Ukraińskich Związków Kulturowych Oddziału PAN w Lublinie, Państwowej Komisji Poświadczania Znajomości Języka Polskiego jako Obcego.

## Zainteresowania naukowe
Zainteresowania naukowe prof. Makarskiego koncentrują się wokół następujących zagadnień: glottodydaktyka, dialektologia, składnia, stosunki językowe polsko-ruskie, onomastyka z różnymi jej działami: toponimią, hydronimią, antroponimią, patrocinią, onomastyką literacką, ze szczególnym uwzględnieniem metodologii badań nazewniczych, interferencji polsko-ukraińskich, nazw zagadkowych.

## Publikacje książkowe
- Nazwy miejscowości dawnej ziemi sanockiej, Lublin : Redakcja Wydawnictw KUL, 1986. ISBN 83-00-00202-2
- Pogranicze polsko-ruskie do połowy wieku XIV. Studium językowo-etniczne, Lublin 1996.
- Nazwy miejscowości dawnej ziemi przemyskiej, Lublin 1999.
- Baw się z nami. Podręcznik do nauki języka polskiego do szkół polonijnych, cz. 1, Lublin 1999.

## Artykuły
- Terleccy, „Roczniki Humanistyczne” LIX (2012), z. 6. Językoznawstwo, s. 97-111.
- Językoznawstwo na filologii polskiej Katolickiego Uniwersytetu Lubelskiego Jana Pawła II, w: Nasi Mistrzowie. Z dziejów językoznawstwa polonistycznego w Katolickim Uniwersytecie Lubelskim, red. Z. Gałecki, Lublin 2012, s. 15-28.
- Dwa kresowe nazwiska – Mickiewicz i Słowacki, „Roczniki Humanistyczne” LIX (2011), z. 6, s. 57-74.
- O genezie nazwiska Słowacki, w: Dialog dwóch kultur, V, z. 1, Przemyśl-Warszawa 2011, s. 17-26.
- Dąb jako baza staropolskich antroponimów, w: W świecie nazw. Księga jubileuszowa dedykowana Profesorowi Czesławowi Kosylowi, red. H. Pelcowa, Lublin 2010, s. 237-248.
- Dąb jako baza antroponimiczna, „Roczniki Humanistyczne” LVIII (2010), z. 6, s. 119-155.
- Nazwiska współcześnie w Polsce używane z ruskim dub- i polskim dąb- // dęb-. Studium porównawcze, w: Problemy językoznawstwa współczesnego i historycznego, „Poznańskie Spotkania Językoznawcze”, t. XXI, red. J. Sławek, Poznań 2010, s. 99-129.
- Ukraiński žajvoronok i jego warianty, w: Z lubelskich badań nad Słowiańszczyzną wschodnią. Księga dedykowana Profesorowi Michałowi Łesiowowi, red. D. Nowacka, M. Borciuch, A. Nowacki, M. Jastrzębski, Lublin 2010, s. 87-101.
- Z dziejów mapy osadniczo-nazewniczej współczesnej Zamojszczyzny. Najstarszy stan jej onimii (X-XI w.), w: Język polski. Historia. Współczesność, Zamość 2010, red. H. Duda, W. Książek-Bryłowa, s. 143-162.
- Glosy do dębu i niektórych jego apelatywnych i toponimicznych derywatów, w: Język polski. Współczesność. Historia, red. W. Książek-Bryłowa, H. Duda, M. Nowak, t. VII, Lublin 2009, s. 211-228.
- Kapliczki, figury i krzyże przydrożne – deskrypcje, nominacje, inskrypcje, w: Język religijny dawniej i dziś (w kontekście teologicznym i kulturowym), red. ks. P. Bortkiewicz, S. Mikołajczak i M. Rybka, t. V, 2009, s. 311-333.
- Profesor Władysław Kuraszkiewicz w perspektywie lubelskiej, w: Z wdzięczną pamięcią. O Profesorze Władysławie Kuraszkiewiczu, „Poznańskie Spotkania Językoznawcze”, t. XVIII, red. J. Migdał i S. Mikołajczak, Poznań 2009, s. 9-21.
- Związki Profesora Władysława Kuraszkiewicza z Lublinem i Lubelszczyzną, „Lublin. Kultura i Społeczeństwo” IV, nr 2-6, 2009, s. 36-39.
- Nazwy własne jako wyznacznik typu wypowiedzi, w: Gatunki mowy i ich ewolucja, t. III, cz. 2, Katowice 2007, s. 38-46.
- Wezwania świątyń na Kresach wschodnich, w: Poznawanie sąsiadów. Z zagadnień religijnych w polskiej i ukraińskiej kulturze, Lublin 2007, s. 163-205.
- Skowronek. Rozważania etymologiczne, „Poznańskie Studia Polonistyczne”, Poznań 2006, s. 73-89.
- Antroponimia w rodach szlachty bełskiej w XV wieku, w: Spotkania polsko-ukraińskie. Język – kultura – literatura, Chełm 2006, s. 151-169.
- Nazwy najpopularniejszych drzew w Polsce jako baza toponimiczna, „Rocznik Humanistyczne” LIV, 2006, z. 6, s. 57-100.
- Leśne gniazdo toponimiczne, „Roczniki Humanistyczne” LIII, 2005, z. 6, s. 81-98.
- Wezwania maryjne kościołów w Polsce – rozpoznanie, w: Poznańskie Studia Polonistyczne, Poznań 2005, s. 347-357.
- Onimiczny kształt Tryptyku rzymskiego Jana Pawła II, „Język Polski" LXXXV, 2005, z. 5. s. 161-170.
- Iwan Franko jako onomasta, „Drohobyc'kyj Krajeznawčyj Zbirnyk”, 2005, s. 67-72.
- Rola mikrotoponimi i hydronimii w badaniach osadniczych (na przykładzie materiałów z pogranicza polsko-ruskiego), w: Mikrotoponimia na pograniczach językowo-kulturowych, Lublin 2005, s. 115-124.
- Szkice językoznawczo-folklorystyczne Józefa Czechowicza oraz ich literackie konteksty, w: Od awangardy do nowoczesności, Lublin 2004, s. 323-326.
- Kocudza. Na tropie pewnego typu słowotwórczego, w: „Poznańskie Spotkania Językoznawcze” XIII. „Dni Lublina w Poznaniu”, Poznań 2004, s. 55-69.
- Onomastyczny obraz regionu Skolego w świetle pewnego dokumentu z końca XIV wieku, w: Drohobyc’kyj Krajeznawczyj Zbirnyk, wypust VIII, Drohobycz 2004, s. 59-69.
- Przestrzeń w „Panu Tadeuszu”, „Roczniki Stacji Naukowej PAN” w Paryżu, t. 7, Paryż 2004, s. 25-42.
- Wieloznaczna nazwa Berlin. Spór o sposób jej interpretacji, w: Język polski. Współczesność – historia, t. IV, red. W. Książek-Bryłowa, H. Duda, Lublin 2003, s. 303-330.
- W poszukiwaniu starych rzeczownikowych apelatywów fizjograficznych i kulturowych w nazewnictwie miejscowym pogranicza polsko-ukraińskiego (na przykładzie toponimii dawnej ziemi przemyskiej), w: Język ukraiński. Współczesność-historia, Instytut Europy Środkowo-Wschodniej, Lublin 2003, s.215-232.
- Adaptacja nazw własnych w tekstach i językach naturalnych, w: Międzynarodowe Czwarte Warsztaty Translatorskie, Lublin 2003, s. 105-127.
- Z toponimii i hydronimii pogranicza polsko-ukraińskiego: Hulskie, w: Diałehtołohiczni studii. Zbirnyk pamjati Jarosławy Zakrews’koj, L’wiw 2003, s. 83-94.
- O nazwisku Mickiewicz, „Roczniki Stacji Naukowej PAN w Paryżu”, 2003, nr 6, s.9-33 [przedruk z: Język polski. Współczesność – Historia, t. III, red. W. Książek-Bryłowa, H. Duda, Lublin 2002, s. 261-287].
- Obraz onomastyczny jednej wsi na pograniczu polsko-ukraińskim, „Roczniki Humanistyczne” LI, 2003, z. 6, s. 101-131.
- O nazwisku Mickiewicz, czyli o pochodzeniu naszego wieszcza po mieczu; w: Język polski. Współczesność – historia, t. III, red. W. Książek-Bryłowa, H. Duda, Lublin 2002, s. 261-287.
- Łukcze, Bikcze, Rotcze i inne zagadkowe nazwy wodne na Pojezierzu Łęczyńsko-Włodawskim, w: „Poznańskie Spotkania Językoznawcze” X. Dni Lublina w Poznaniu, Poznań 2002, s. 55−64.
- Leśmian i Leszczyński – dwa bieguny antroponimicznej rodziny leśnej, „Roczniki Humanistyczne” XLIX-L, 2001–2002, z. 6, s. 261-277.
- Z toponimii karpackiej historycznego obszaru polsko-ukraińskiego: Hujsko i Wujskie, w: Toponimia i oronimia, red. A. Cieślik i B. Czopek-Kopciuch, Kraków 2001, s. 137−148.
- Z toponimii pogranicza polsko-ruskiego: Bełwin, w: Język i kultura na pograniczu polsko-ukraińsko-białoruskim, Lublin 2001, s. 115−127.
- Z toponimii i hydronimii łemkowskiej: »Pielnia«, w: Kontakty językowe polszczyzny na pograniczu wschodnim. Prace ofiarowane Profesorowi Januszowi Riegerowi, Warszawa 2000, s. 141-145.
- Jeszcze o nazwie »San«, w: Język polski. Współczesność. Historia, red. W. Książek-Bryłowa, H. Duda, Lublin 2000, s. 193-210.
- Na szlakach Pojezierza Łęczyńsko-Włodawskiego. Przewodnik onomastyczny, „Rocznik Chełmski” V, 1999, s. 349-376.
- Z toponimii bojkowskiej: Skole, „Slavia Orientalis” 1999, s. 255-267.
- O klasyfikacji nazw miejscowych raz jeszcze, „Roczniki Humanistyczne” XLVII, 1999, z.6, s. 39-50.
- Rozgdakana »Gdyczyna«, „Roczniki Humanistyczne” XLVII, 1999, z.6, s. 115-125.
- Przeworsk, „Onomastica” XLIII, 1998, s. 81-100.
- Na szlakach Pojezierza Łęczyńsko-Włodawskiego. Przewodnik onomastyczny, „Rocznik Chełmski” IV, 1998, s. 215-235.
- O klasyfikacji nazw własnych raz jeszcze, „Roczniki Humanistyczne” XLVI, 1997–1998, z. 6, s. 39-50.
- Z toponimii bojkowskiej: Butla i Butelka, „Slavia Orientalis” 1996.
- Jeszcze o Lachu – Lęchu – Lechu, „Roczniki Humanistyczne” XLI, 1993, z. 6, s. 43-51.
- Wyraz skola i appellativa jemu pokrewne, „Roczniki Humanistyczne” XXXIX-XL, 1991–1992, z. 6, s. 155-165.
- O nazwie miejscowej Leżajsk, „Roczniki Humanistyczne’ XXIX 1981, z. 6, s. 45-56.
- O nazwisku Wojtyła, „Roczniki Humanistyczne” XXVII, 1979, z. 6, s. 15-23.
- W sprawie zmiany nazw niektórych miejscowości w południowo-wschodniej Polsce, „Rocznik Przemyski” XXI, 1979, s. 257-272.
- Z metodologii badań toponomastycznych obszarów językowo mieszanych (na przykładzie toponimii historycznej ziemi sanockiej), „Roczniki Humanistyczne” XXVII, 1979, z. 6, s. 5-13.
- O typach wypowiedzeń zestawionych (Z zagadnień budowy tekstu), „Roczniki Humanistyczne” XXIV, 1976, z. 1, s. 297-301.
- Formy czasu przeszłego i ich osobliwe odpowiedniki w gwarze Jawornika Polskiego, „Roczniki Humanistyczne” XVII, 1969, z. 4, s. 79-90.
- Teksty gwarowe (z Jawornika Polskiego), „Język Polski” XLIX, 1969, s. 215-219.
- Nazwy miejscowe kilku wsi z Pogórza Dynowskiego, „Roczniki Humanistyczne” XVI, 1968, z. 1, s. 135-160.